# 마티니

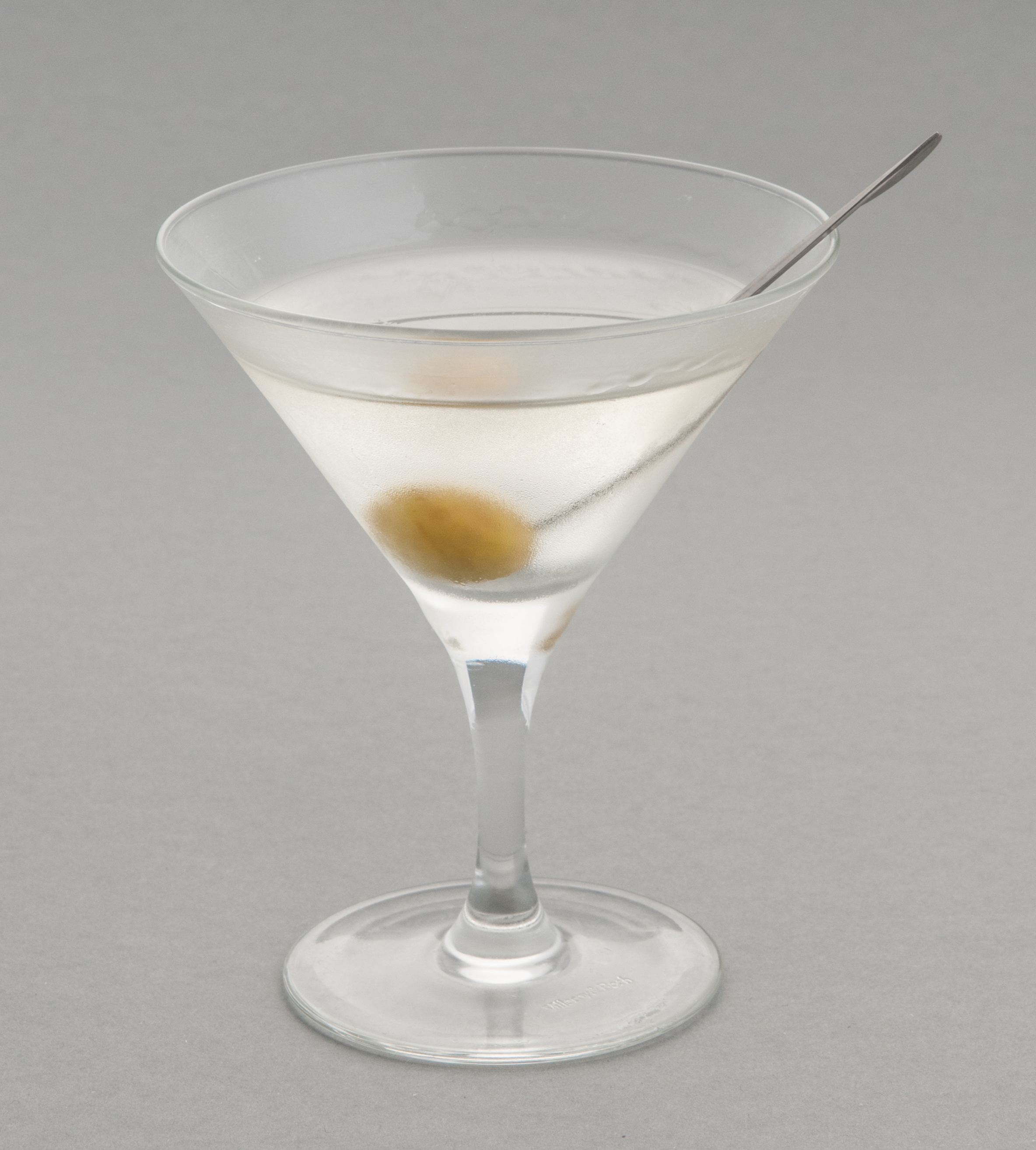

마티니(martini)는 진에 베르무트를 섞은 후 올리브 1~2개로 장식한 칵테일의 한 종류이다.
진과 드라이버무스(베르무트)의 혼합 비율에 따라 드라이마티니, 엑스트라 등 여러 종류로 나뉜다.

## 유래
가장 유력한 설은 19세기 말 드라이버무스를 만드는 이탈리아 회사에서 드라이버무스를 알리는 홍보 전략으로 만들게 되었다는 것.